# Таймени
Таймените (Hucho) са род риби от семейство Пъстървови (Salmonidae).

## Описание
Тялото е тъмно, по време на размножителния период цветът се променя на медено червен. Изявен хищник, достига до 60 kg и над 1 m дължина. През 1943 е документиран екземпляр, уловен в река Котуй, (Русия), с тегло 105 kg и дължина 210 cm. Тайменът живее най-дълго от всички представители на семейство Пъстървови. През 1944 възрастта на уловен екземпляр в Енисей е определена на 55 години.
Тайменът е разпространен в почти всички големи езера и реки на Сибир и Далечния изток.

## Видове
- Hucho bleekeri
- Hucho hucho – Дунавска пъстърва
- Hucho ishikawae
- Hucho perryi – Сахалински таймен
- Hucho taimen – Обикновен таймен